# Google Brain
O Google Brain é uma equipe de pesquisa de inteligência artificial de aprendizagem profunda no Google. Ele combina pesquisa de aprendizado de máquina aberta com engenharia de sistema e recursos de computação em escala do Google.

## Missão
A missão do Google Brain é melhorar a vida das pessoas, tornando as máquinas mais inteligentes. Para fazer isso, a equipe concentra-se na construção de modelos com alto grau de flexibilidade que são capazes de aprender as suas próprias características e utilização de dados e computação de forma eficiente.
Como o Google Brain Team descreve, "Esta abordagem se encaixa no subcampo de Aprendizagem Profunda mais amplo do ML e garante que nosso trabalho acabará fazendo a diferença para problemas de importância prática. Além disso, nossa experiência em sistemas complementa essa abordagem, permitindo-nos construir ferramentas para acelerar a pesquisa de ML e desbloquear seu valor prático para o mundo." 

## História
O chamado projeto "Google Brain" começou em 2011 como uma colaboração de pesquisa em meio período entre o Google Fellow, Jeff Dean , o pesquisador do Google, Greg Corrado e o professor da Universidade de Stanford, Andrew Ng. Ng estava interessado em usar técnicas de aprendizagem profunda para resolver o problema da inteligência artificial desde 2006 e, em 2011, começou a colaborar com Dean e Corrado para criar um sistema de software de aprendizagem profunda em grande escala, DistBelief (atual TensorFlow), no topo da infraestrutura de computação em nuvem do Google.  O Google Brain começou como um projeto do Google X e tornou-se tão bem-sucedido que foi graduado de volta ao Google: Astro Teller disse que o Google Brain pagou todo o custo do Google X.  
Em junho de 2012, o New York Times informou que um grupo de 16.000 computadores dedicados a imitar alguns aspectos da atividade cerebral humana,foi treinada com sucesso para reconhecer um gato baseado em 10 milhões de imagens digitais tiradas de vídeos do YouTube. A história também foi coberta pela National Public Radio e SmartPlanet.  
Em março de 2013, o Google contratou Geoffrey Hinton, um dos principais pesquisadores da área de aprendizagem profunda, e adquiriu a empresa DNNResearch Inc., liderada por Hinton. Hinton disse que ele estaria dividindo seu tempo futuro entre sua pesquisa universitária e seu trabalho no Google.  

## Avanços recentes

### Sistema de criptografia criado por inteligência artificial
Em outubro de 2016, o Google Brain realizou um experimento relacionado à criptografia de comunicações. Nele, dois conjuntos de IA's criaram seus próprios algoritmos criptográficos para proteger suas comunicações de outra IA, que ao mesmo tempo visava a evolução de seu próprio sistema para quebrar a criptografia gerada pela IA. O estudo provou ser bem sucedido, com as duas IA's iniciais sendo capazes de aprender e desenvolver suas comunicações a partir do zero.  
Neste experimento, três A'Is foram criados: Alice, Bob e Eve. O objetivo do experimento era que Alice enviasse uma mensagem para Bob, que a decifraria, enquanto Eva tentaria interceptar a mensagem. Nele, as AI's não recebiam instruções específicas sobre como criptografar suas mensagens, eles recebiam apenas uma função de perda. A consequência era que, durante o experimento, se as comunicações entre Alice e Bob não fossem bem-sucedidas, com Bob interpretando erroneamente a mensagem de Alice ou Eve interceptando as comunicações, as rodadas seguintes mostrariam uma evolução na criptografia para que Alice e Bob pudessem se comunicar com segurança. De fato, este estudo permitiu concluir que é possível que as IA's criem seu próprio sistema de criptografia sem ter nenhum algoritmo criptográfico prescrito de antemão, o que revelaria um avanço para a criptografia de mensagens no futuro.  

### Melhoria de imagem
Em fevereiro de 2017, o Google Brain anunciou um sistema de aprimoramento de imagens usando redes neurais para preencher detalhes em imagens de resolução muito baixa. Os exemplos fornecidos transformariam imagens com uma resolução de 8x8 em 32x32.
O software utiliza duas redes neurais diferentes para gerar as imagens.  O primeiro, chamado de “rede de condicionamento”, mapeia os pixels da imagem de baixa resolução para uma resolução similar, diminuindo a resolução do último para 8×8 e tentando fazer uma correspondência.  A segunda é uma "rede anterior", que analisa a imagem pixelada e tenta adicionar detalhes com base em um grande número de imagens de alta resolução.  Então, após upscaling da imagem 8×8 original, o sistema adiciona pixels com base em seu conhecimento do que a imagem deve ser.  Por fim, as saídas das duas redes são combinadas para criar a imagem final.  
Isso representa um avanço no aprimoramento de imagens de baixa resolução. Apesar do fato de que os detalhes adicionados não fazem parte da imagem real, mas apenas os melhores palpites, a tecnologia mostrou resultados impressionantes quando enfrentou testes do mundo real. Ao ser mostrada a imagem aprimorada e a real, os seres humanos foram enganados 10% do tempo em caso de rostos de celebridades, e 28% no caso de fotos do quarto. Isso se compara à resultados anteriores  decepcionantes  do escalonamento bicubico, que não enganou nenhum ser humano.    

### Google Tradutor
A equipe do Google Brain Team alcançou recentemente avanços significativos para o Google Tradutor, que faz parte do Google Brain Project.  Em setembro de 2016, a equipe lançou o novo sistema, o Google Neural Machine Translation (GNMT), que é uma estrutura de aprendizado de ponta a ponta, capaz de aprender com uma grande quantidade de exemplos. Embora sua introdução tenha aumentado muito a qualidade das traduções do Google Tradutor para os idiomas piloto, foi muito difícil criar essas melhorias para todos os seus 103 idiomas.  Enfrentando esse problema, o Google Brain Team conseguiu desenvolver um sistema GNMT multilingue, que ampliou o anterior, permitindo a tradução entre vários idiomas.  Além disso, permite traduções de Zero-Shot, que são traduções entre dois idiomas que o sistema nunca viu explicitamente antes. Recentemente, o Google anunciou que o Google Translate agora também pode traduzir sem transcrever, usando redes neurais. Isso significa que é possível traduzir a fala em um idioma diretamente em texto em outro idioma, sem primeiro transcrevê-lo para texto. De acordo com os pesquisadores do Google Brain, este passo intermediário pode ser evitado usando redes neurais. Para que o sistema aprendesse isso, eles expuseram várias horas de áudio em espanhol junto com o texto em inglês correspondente. As diferentes camadas de redes neurais, replicando o cérebro humano, foram capazes de ligar as partes correspondentes e subsequentemente manipular a forma de onda de áudio até que ela fosse transformada em texto em inglês.  

### Robótica
Diferentemente da robótica tradicional, a robótica pesquisada pelo Google Brain Team pode aprender automaticamente a adquirir novas habilidades através do aprendizado de máquina.  Em 2016, o Google Brain Team colaborou com pesquisadores do Google X para demonstrar como a robótica poderia usar suas experiências para se ensinar com mais eficiência.  Os robôs fizeram cerca de 800.000 tentativas de agarrar durante a pesquisa. Mais tarde, em 2017, a equipe explorou três abordagens para o aprendizado de novas habilidades, ou seja, através do aprendizado por reforço, por meio de sua própria interação com objetos e por meio de demonstração humana. Para aproveitar o objetivo da equipe do Google Brain Team, eles continuariam criando robôs capazes de aprender novas tarefas por meio de aprendizado e prática, além de lidar com tarefas complexas. 

## Nos produtos da Google
Atualmente, a tecnologia do projeto é usada no sistema de reconhecimento de fala do sistema operacional Android, pesquisa de fotos do Google+  e recomendações de vídeos no YouTube.  

## Equipe e localização
Google Brain foi inicialmente estabelecido pelo Google Fellow, Jeff Dean, e visitando o professor de Stanford, Andrew Ng  (Ng mais tarde saiu para liderar o grupo de inteligência artificial no Baidu). Em 2014, a equipe era composta por Jeff Dean, Geoffrey Shields, Greco Rado, Quoc Le, Ilya Sutskever, Alex Kelly Forth, Alex Krizhevsky, Samy Bengio e Vincent Vanhoucke.  Em 2017, os integrantes da equipe incluem Anelia Angelova, Samy Bengio, Greg Corrado, George Dahl, Michael Isard, Anjuli Kannan, Hugo Larochelle, Quoc Le, Chris Olah, Vincent Vanhoucke, Vijay Vasudevan e Fernanda Viegas. Chris Lattner , que criou a nova linguagem de programação da Apple, Swift, e depois dirigiu a equipe de autonomia da Tesla por seis meses, juntou-se à equipe do Google Brain em agosto de 2017.
O Google Brain tem sede em Mountain View, Califórnia, e possui grupos de satélites em Cambridge, Massachusetts, Londres, Montreal, Nova York , São Francisco, Toronto e Zurique.  

## Oportunidades de carreira

### Programa de Residência do Google Brain
O Programa de Residência do Google Brain  é voltado para pessoas que estão ansiosas para dedicar sua própria paixão ao aprendizado de máquina e à inteligência artificial.  Esta é uma oportunidade de obter experiência prática na equipe do Google e ter a chance de manter contato com pesquisadores profissionais da equipe do Google Brain. O programa durou 12 meses. 
Dentro do programa havia grupos de recém-formados das melhores universidades com grau de BAs ou Ph.Ds em ciência da computação, física, matemática e neurociência, ou outros que vêm de anos de experiência na indústria.  Eles foram escolhidos para trabalhar com pesquisadores do Google Brain Team na vanguarda do aprendizado de máquina. 
A amplitude de tópicos deste programa permitiu que os membros da equipe combinassem de forma flexível seus conhecimentos profissionais com a aplicação de algoritmos, compreensão de linguagem natural, robótica, neurociência, genética e muito mais. Apenas alguns meses, esses novos pesquisadores já fizeram um grande impacto no campo da pesquisa. 
Alguns dos trabalhos técnicos recentemente publicados resultantes do programa de residência estão listados abaixo: 
Redes Adversariais Generativas desenroladas
Síntese Condicional de Imagem com GANs Classificadoras Auxiliares
Regularizando redes neurais penalizando sua distribuição de saída
Redes Neurais de Campo Média
Aprendendo a lembrar
Para gerar imagens de alta resolução com redes geradoras adversas
Modelos de música convolucional de várias tarefas
Audio DeepDream: Otimizando o Áudio Bruto com Redes Convolucionais

## Recepção
O Google Brain recebeu uma cobertura detalhada na Wired Magazine, no New York Times, Technology Review, National Public Radio, e Big Think.  